# США в Першій світовій війні
Сполучені Штати Америки — незалежна та позаблокова держава світу на початку XX століття, яка з настанням світового конфлікту проголосила про свій нейтралітет та не брала участі у воєнних діях. Проте, в силу низки обставин та чинників, що змінили ставлення американського уряду та спільноти від політики ізоляціонізму до політики активного союзника країн-членів Антанти, 6 квітня 1917 США офіційно вступили до Першої світової війни на боці цього військового блоку. Армія США брала найактивнішу участь у бойових діях на Західному фронті з жовтня 1917 року до закінчення війни 11 листопада 1918.
На початку світового конфлікту США вперто трималися політики нейтралітету, хоча одночасно вони були одним з головних постачальників найважливіших продуктів промислового виробництва, у першу чергу озброєння та військової техніки, а також продовольства, різного пального тощо, до Великої Британії та інших країн Союзників. З офіційним оголошенням стану війни Центральним державам, Сполучені Штати мобілізувати більш 4 000 000 військовослужбовців, й втратили з різних обставин близько 110 тисяч чоловік, зокрема 43 000 через пандемією грипу «іспанки». Війна позначилася різким збільшенням американського уряду та втручанням держави у приватні справи суспільства з огляду на нагальні потреби війни, а також колосальним збільшенням чисельності американських військових.

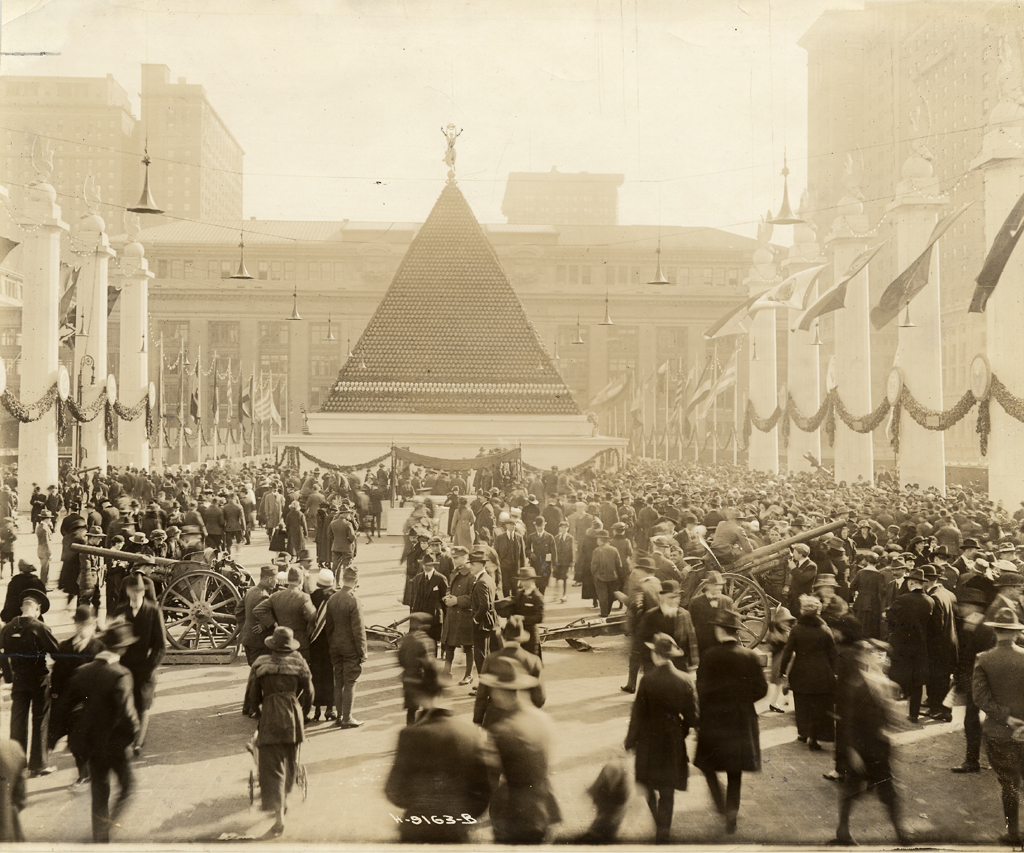
Виставка трофейної німецької зброї, захопленої американцями в ході боїв на Західному фронті, що експонується на «Шляху Перемоги» поблизу головного вокзалу Нью-йоркської Центральної залізниці. Виставку увінчує піраміда, що складена з німецьких касок. Нью-Йорк. 1918

Поява навесні 1918 року на бойовищах Франції свіжих американських військ була з ентузіазмом зустрінута змученими війною союзними арміями. Щодня до Європи прибувало до 10 000 американських військових, у той час, коли німці не мали вже спроможностей поповнювати свої втрати. Американці зіграли важливу роль у заключних битвах Першої світової — у Весняному наступі німецької армії та останньому наступі союзників.

## Історія

### Зовнішня політика США
Два з половиною роки з моменту початку війни в Європі Сполучені Штати дотримувалися політики ізоляціонізму у відповідності до доктрини Монро. Це означало, що країна не втручалася в міжнародні справи, якщо вони не стосувалися питань самооборони власно США. Завдяки географічному положенню США і поглинутості вирішенням внутрішніх проблем керівники держави не були зацікавлені у вступі в союзи з європейськими країнами на будь-якому боці. Коли в Європі розпочалася Перша світова війна, переважна більшість американців висловлювалися за продовження політики нейтралітету й невтручання в події, що коїлися задалеко від їх рідних міст. Зокрема, багато американців не мали ніякого уявлення про загрозу війни в Європі, що стала неминучою влітку 1914, і десятки тисяч туристів були зненацька захоплені кривавим конфліктом, що вибухнув несподівано для них.
З жовтня 1916 провокації німців проти США почастішали. Крім цього, німецька дипломатія докладала усіх зусиль, щоб налаштувати Мексику проти Сполучених Штатів. Однак президент Вудро Вільсон все ж не наважувався ставити на карту нейтралітет Америки. Якби Мексика напала на Техас, відторгнутий у неї поряд з іншими південними штатами в XIX столітті, до чого її активно підштовхувала Німеччина, то американська армія виявилася б вимушеною зосередити свої збройні сили вздовж південних кордонів, а це напевно перешкодило б її участі у війні в Старому Світі. Водночас німецький флот готувався до війни на морі, роблячи ставку на перевагу своїх підводних човнів. Німці відкрито оголосили, що будуть без жодного попередження топити торгові кораблі противника, а також усі судна, що викликають підозру в перевезенні військових вантажів. Останнє рішення було спрямоване, в першу чергу, проти американських суден, що забезпечували армії Антанти. Залишалося лише назвати дату початку тотальної підводної війни. Грос-адмірал Альфред фон Тірпіц припускав оголосити її 1 лютого 1917. Усі сторони розуміли, що саме проголошення такого наміру призведе до вступу США у війну.

### Американське суспільство
Американське суспільство по різному реагувало на події в далекій Європі, хоча абсолютна більшість підтримувала такий напрямок зовнішньої політики керманичів держави, що сповідав невтручання. Більш того, громадяни Сполучених Штатів пишалися своєю відмінною від старих колоніальних держав зовнішньою політикою. За винятком незначної кількості прибічників підтримки британців, американська громадська думка, в першу чергу, дотримувалася позицій нейтралітету. Настрої за нейтралітет були сильними серед американців ірландського, німецького та шведського походження, а також серед церковних лідерів і жінок. Разом з цим, громадяни все частіше приходили до думки, яка поступово опановувала їх, що Німецька імперія виступає в ролі лиходія після звістки про звірства в Бельгії в 1914 році, і особливо після загибелі пасажирського лайнера «Лузітанія» в 1915 році в порушення норм міжнародного права.
Після цього та ряду інших факторів американська суспільна думка поступово почала змінюватися, частково у відповідь на дії подібні діям німецьких окупаційних військ у Бельгії та загибеллю пасажирів «Лузітанії», частково з того, що американці німецького походження поступово втрачали свій вплив, а частково у відповідь на позицію Вільсона, що Америка повинна відіграти таку роль, щоб зробити світ безпечнішим для демократії.
З іншого боку нечисельні американці підтримували ідею вступу у війну на боці Німеччини. Переважна більшість німецьких американців, а також скандинавських американців, підтримувала нейтралітет Сполучених Штатів; водночас, незаперечним історичним фактом є те, що у зв'язку з початком війни тисячі американських громадян намагалися записатися на службу до німецької армії. Громада католиків-ірландців ставилася вороже до пропозицій допомоги Британській імперії в будь-якому випадку, особливо після Великоденого повстання 1916 року в Ірландії.
Більшість протестантських церковних лідерів у Сполучених Штатах, незалежно від їх теології, виступала за пацифістські шляхи вирішення проблеми вступу країни до війни. Більшість лідерів Жіночого руху, як то Джейн Аддамс, також шукали пацифістського врегулювання конфліктної ситуації.
Багато істориків підкреслюють, як громадська думка американців радикально змінилося протягом перших трьох років війни. У 1914 році більшість громадян країни закликали до нейтралітету, бачачи війну, як жахливу помилку і були повні рішучості не втручатися у європейські різниці. До 1917 року суспільна думка кардинально змінилася, більшість наполягала на тому, що втручання США у війну було необхідним і мудрим рішенням.

#### Рух «За готовність»
У 1915 році в США виник так званий Рух «За готовність» (англ. Preparedness movement), який ставив за мету всіляко сприяти підготовці Сполучених Штатів до війни, що тривала. Відправною точкою для початку цього масового руху став факт загибелі «Лузітанії», що змусило американців приділяти набагато більше уваги війні.
Рух «За готовність» розпочав суспільну кампанію на чолі з генералом Леонардом Вудом (який залишався на дійсній військовій службі після уходу з посади начальника штабу армії), колишнім президентом США Теодором Рузвельтом, і відставними військовими секретарями Еліу Рут і Генрі Стімсон, які стали рушійними центрами діяльності, спрямованої на зміцнення Збройних сил США після початку Першої світової війни. Прихильники, серед яких було багато найбільш видатних банкірів, промисловців, юристів та нащадків знаменитих сімей країни стверджували, що Сполученим Штатам необхідно негайно наростити потужні морські і сухопутні сили для оборонних цілей; існувало негласне припущення, що Америка рано чи пізно буде боротися. Навколо Руху «За готовність» було сформоване кілька громадських організацій, які влаштовували в містах воєнізовані паради й виступали організованою опозицією до політики Вільсона.
Рух «За готовність» пропонував нову реалістичну філософську систему поглядів на міжнародні справи, й місце Америки в цій системі координат — лідери вважали, що економічна міць і військові «м'язи» США мають бути більш сильними і наміри більш рішучими, ніж ідеалістичні погляди політики ізоляціонізму, які базувалися на політиці невтручання та зосередженні основних зусиль на розвитку демократії й національного самовизначення американської нації.
Підкреслюючи надзвичайну слабкість стану обороноздатності країни, активісти Руху доводили, що 100 000 військових американської армії поступаються навіть 112 000 національних гвардійців, не кажучи вже про співвідношення 20 до одного у порівнянні з армією Німеччини, країни, яка до того ж поступалася Штатам за кількістю населення. Активісти Руху пропонували негайну військову реформу та введення системи загального військового тренування, яка передбачатиме утворення програми, розрахованої на навчання американців віком від 18 років військовій справі для створення навченого резерву. Навчання триватиме 6 місяців, після чого нові військовослужбовці переводитимуться до Резерву збройних сил країни, що складатиме 600 000 чоловік.
Спочатку діяльність Руху зустріла опір з боку президента Вудро Вільсона, який вважав, що Сполучені Штати повинні лишатися в стані «збройного нейтралітету» й ні за яких обставин не втручатися у Європейський конфлікт. Але, після загибелі лайнера «Лузітанія», потопленого 7 травня 1915 німецьким підводним човном, та, особливо, після рейду в березні 1916 року мексиканського революційного лідера Панчо Вілья на американське селище Колумбус, у Нью-Мексико, ставлення Вільсона кардинально змінилося.

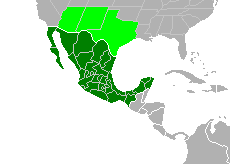
Пропоновані Німеччиною території у обмін на союзницьку угоду між ними та Мексикою. Темно-зелений колір — територія Мексики; світло-зелений колір — пропоновані території окупації.

Після прийняття Конгресом у червні 1916 року «Закону про національну оборону 1916 року», який санкціював величезне збільшення чисельності американських збройних сил, Рух «За готовність» поступово припинив свою діяльність та незабаром зник.

### Економіка США
Початок війни в Європі збігся із закінченням економічної рецесії 1913—1914 років в Америці. Обсяги експорту до воюючих країн швидко зростали протягом перших чотирьох років війни від $ 2 в 1913 році до $ 2,25 млрд в 1917 році. Кредити, отримані від американських фінансових інститутів союзними націями в Європі, також різко збільшилися за той же період. Економічна активність протягом цього періоду швидко набирала обороти, державні асигнування сприяли зросту виробництва в приватному секторі. Між 1914 і 1917, промислове виробництво збільшилося на 32 % і ВНП зріс майже на 20 %. Економічний бум у промисловому виробництві значно сприяв Сполученим Штатам і допоміг пережити війну. Великий сплеск в економіці за рахунок нарощування темпів та обсягів виробництва та постачання американськими компаніям воюючим сторонам та американській армії, призвів до довгострокового процесу росту виробництва навіть після того, як війна закінчилася в 1918 році.
Американські банки із самого початку вжили найактивніших заходів з фінансової підтримки країн, що поринули у війну. Фінансові кредити, позики, інвестиції посипалися з-за океану на європейські держави. Особливого успіху в цьому здобула американська фінансова корпорація Дому Морганів J.P. Morgan & Co., які мали стабільні фінансові інтереси на Європейському континенті ще з довоєнних часів. Ця фінансова структура запропонувала допомогу у військовому фінансуванні Великій Британії й Франції від найпочатковиших стадій війни до вступу власно Америки у збройний конфлікт в 1917 р.
Але водночас, через те, що Америка твердо стояла на оголошених урядом позиціях нейтральної держави, фінансові операції американських банків у Європі викликали багато суперечок між Волл-стрітом і федеральним урядом США. Держсекретар Вільям Дженнінгс Браян виступав категорично проти фінансової підтримки воюючих країн і намагався заборонити кредити таким державам.
У серпні 1914 року він сказав президенту Вільсону, що:

| «відмова від кредиту будь-якій воюючій стороні, природно призведе до висновку, що ми не поспішаємо на війну» Оригінальний текст (англ.) «refusal to loan to any belligerent would naturally tend to hasten a conclusion of the war.» |
Вільсон спочатку погодився, але потім спростував своє рішення, коли Франція наполягла на тому, що якщо це законно, щоб купити американські товари, то чому незаконно допустити брати кредити на придбання товарів.

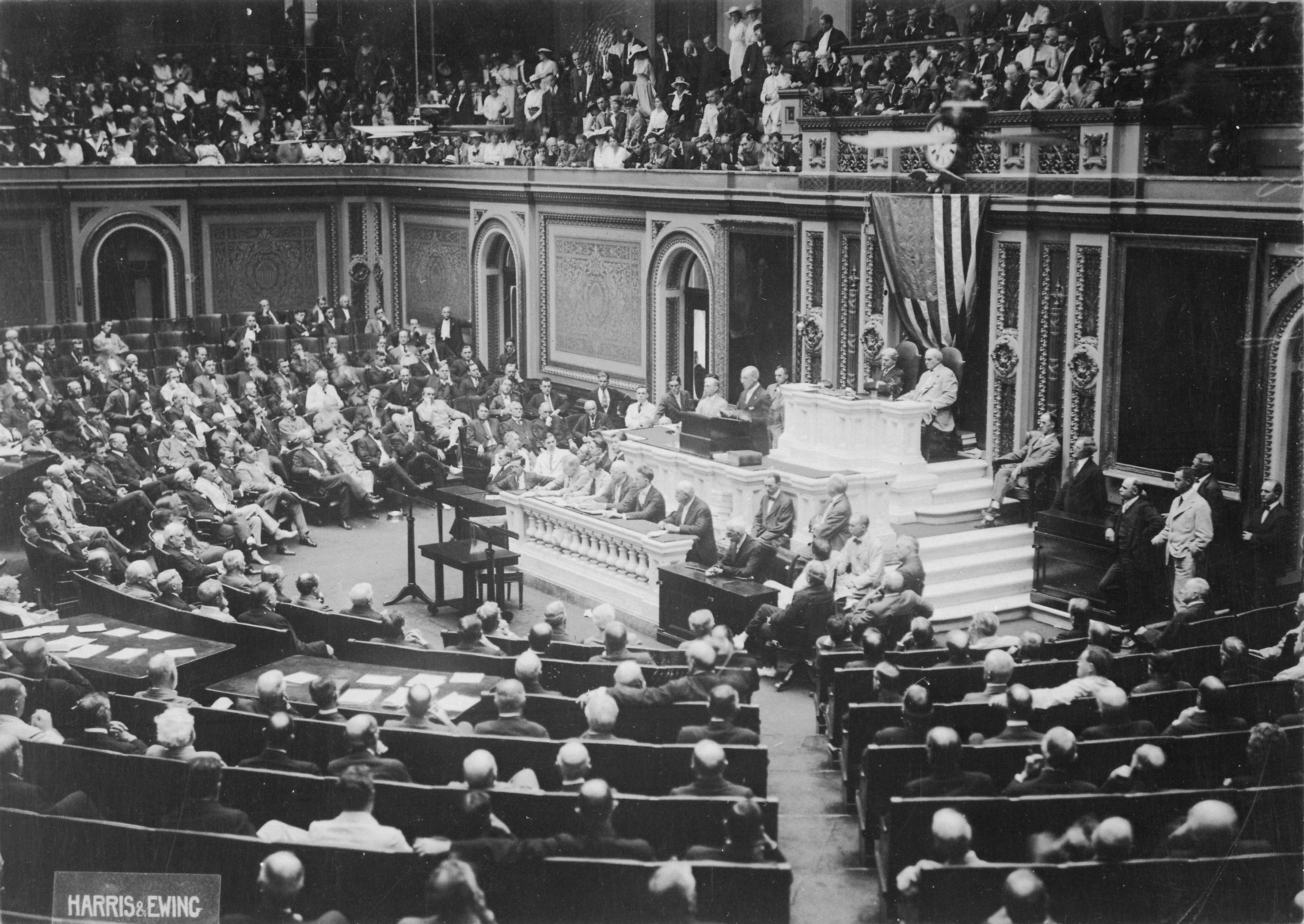
Президент Вільсон виступає перед Об'єднаним засіданням американського Конгресу. 3 лютого 1917

Президент США Вудро Вільсон уже влітку 1916 заявив, що США стали настільки багатою країною (за рахунок військових постачань), що можуть «фінансувати значною мірою весь світ». США не лише ліквідували свій борг, а й одержали на 10 млрд доларів боргових зобов'язань з боку Антанти.
Американська економіка почала переходити на військові рейки. Спочатку замовленнями Антанти в США займались англійці, потім за цю справу взявся найбільший американський монополіст Морган. Як наслідок, у США протягом війни з'явилось понад дві тисячі мільйонерів. Оскільки ресурси Антанти вичерпались, США пішли на кредитування, у серпні 1915 року міністр фінансів писав президенту: «Гряде велике процвітання, яке неймовірно зросте, якщо надамо розумні кредити нашим покупцям. Щоб підтримати наше процвітання, ми повинні його фінансувати».

### Англійська пропаганда та німецькі диверсії
Відносно пропаганди в США англійці, безумовно, мали переваги перед німцями. Лондон був більше пов'язаний з культурними центрами США і чинив на них значніший вплив, ніж Берлін. До війни американські газети мали дуже мало власних кореспондентів у Європі; вони широко користувалися інформацією англійських телеграфних агентств.
У перших числах серпня 1914 британці перерізали німецький океанський кабель і приєднали його до англійського. З того часу телеграфні кореспонденції між Німеччиною і Америкою повинні були проходити через Лондон й лондонська цензура отримала можливість контролювати телеграфну інформацію, надіслану з Берліна в США. Сформовані таким чином умови самі собою сильно утрудняли німецьку пропаганду за океаном. Водночас дії німецьких військ у Європі та акції їх диверсантів в Америці надавали багатий матеріал для антинімецької агітації власно у Сполучених Штатах. Велике враження справило в США німецьке вторгнення до Бельгії. У 1916 новий вибух гніву викликала в США повідомлення про відправлення 300 тис. бельгійців на примусові роботи до Німеччини.
Ще кращим матеріалом для порушення громадської думки проти Німеччини служила диверсійна діяльність німецьких шпигунів в Америці. На початку 1915 на передові лінії союзників почали надходити великі партії американських снарядів. Ці снаряди відрізнялися від європейських тим, що вони виготовлялися не з чавуну, а зі сталі. Вони мали велику силу вибуху і чинили великі спустошення, ніж німецькі снаряди. У Берліні вирішили використовувати усі засоби для того, щоб призупинити потік снарядів із США. Німецький посол у Вашингтоні організував спеціальну компанію з офіційною вивіскою американської корпорації, яка скуповувала заводи і устаткування, брала великі замовлення для того, щоб, не виконуючи їх, зірвати постачання союзників боєприпасами.
У березні 1915 з Берліна до Нью-Йорка з фальшивим паспортом швейцарця Гаше приїхав офіцер німецького морського штабу, гауптман Рінтелен. За кілька тижнів у такий же спосіб вирушив з Німеччини до США військовий інженер Фей. Рінтелен обіцяв перед від'їздом своєму начальству: «Я скуплю все, що зможу, і знищу решту». Незабаром після прибуття Рінтелен і Фея в Нью-Йорк на кораблях, що відправлялися з військовим спорядженням до Європи, почали таємничо спалахувати пожежі. У Нью-Йорку Рінтелен зв'язався з німецьким шпигуном, колишнім артилерійським офіцером — хіміком Шелі, який прожив понад 20 років у США. Шелі винайшов портативний автоматично запалювальний свинцевий снаряд завбільшки з сигару. «Сигара» була розділена всередині на дві частини мідним диском. Обидві частини наповнювалися різними кислотами, які при змішуванні безшумно спалахували. Час, що протікав до змішування рідин, залежав від товщини мідного диска. Отже, можна було заздалегідь розрахувати момент автоматичного запалювання «сигари». Фей винайшов бомбу, яка непомітно прикріплялася до керма пароплава й у відкритому морі виводила кораблі з ладу. Інтернований у нью-йоркському порту німецький пароплав «Фрідріх Великий» перетворився на фабрику свинцевих «сигар», а інтерновані німецькі матроси, що працювали вантажниками в доках і були завербовані Рінтеленом, проносили в кишенях «сигари» й потім розкладали на кораблях, які возили снаряди й різного роду військове спорядження до Європи.
У травні 1915 почастішали пожежі у відкритому морі й вибухи на порохових заводах США. Це збіглося в часі з великим германо-австрійським наступом на східному фронті. Російській артилерії дуже бракувало снарядів, замовлених в Америці. Але транспорти боєприпасів, що відправлялися з США в Архангельськ, часто затримувалися в дорозі й не завжди прибували до місця призначення. У грудні 1915-го були вислані з Америки німецькі військовий і морський аташе фон Папен і Бой-Ед. Поступово поліції вдалося виловити великих диверсантів, та аж ніяк не всіх. Загалом за час війни було заарештовано й засуджено 67 німецьких агентів у США. З початку 1915 р., до вступу США у війну, диверсійні акти були вчинені на 47 кораблях, що відпливли з США до Європи. Кількість намічених жертв була набагато більшою. Але завербовані вантажники, часто не виконавши диверсійного завдання, кидали свинцеві «сигари» в море. За цей же час внаслідок вибухів були повністю або частково знищені 43 заводи й кілька великих військових складів у США.
Велика частина диверсій припадає на 1915-й, але найбільші вибухи слалися вже після від'їзду Рінтелен з США, висилки фон Папена і Бой-Еда, арешту Фея та інших видних німецьких шпигунів. Велике обурення в США викликали також дії німецьких підводних човнів.
У лютому 1915 р. Німеччина оголосила військовою зоною води, навколишні Британські острови, і попередила, що будь-яке торгове судно, зустрінуте в цій зоні, буде потоплено. Німецькі підводні човни отримали лицемірну інструкцію по можливості «щадити» певну категорію нейтральних судів, із застереженням, що «якщо, незважаючи на дотримання належної обережності, станеться помилка, командир човна не нестиме відповідальності».
1 травня 1915 року від Нью-Йорка відчалило пасажирське судно «Лузітанія». «Лузітанія» вважалося найпотужнішим і найбільш комфортабельним пароплавом Атлантики. Її називали «плаваючим готелем», «королевою морів». Вона була розрахована на 3 тис. осіб пасажирів і членів екіпажу. У воєнний час «Лузітанія» плавала з великим недовантаженням. Коли вона здійснювала останній рейс, на її борту лічилося 1959 осіб. 7 травня, коли «Лузітанія» проходила повз південний берег Ірландії, німецький підводний човен U-20 випустив в пасажирське судно торпеду. Пролунав вибух. Через 18 хвилин від «королеви морів» залишилися на поверхні води лише вцілілі рятувальні човни. Човнів на «Лузітанія» було на 2 тис. осіб. Але катастрофа сталася так раптово і судно потонуло так швидко, що використати наявні рятувальні засоби не вдалося. Деякі човни, переповнені жінками і дітьми, розбилися при спуску, інші, які не встигли відпливти від тонучого гіганта, затягнуло в пучину. Тільки 764 людини вдалося врятувати. 1195 людей загинули, серед них 286 жінок, 95 дітей. Пасажирів — громадян США на борту «Лузітанія» було 159, з них 124 загинули. Серед загиблих опинилися відомі в Америці письменники, публіцисти і театральні діячі.
8 травня низка американських газет на шпальтах повідомила про загибель «Лузітанія» словами: «Навмисне вбивство». Газети й журнали помістили портрети потонулих жінок і дітей. «Лузітанія» — найбільша, але не єдина жертва мирного населення США у підводній війні. Американські громадяни тонули й на інших суднах, пущених на дно німецькими торпедами. Вільсон кілька разів відправляв загрозливі протести до Берліна.
Нове загострення американо-німецьких відносин відбулося навесні 1916 р. у зв'язку з загибеллю американців на торпедованому пароплаві «Сессекс». Держдепартамент відіслав попередження, в якому загрожував розірвати відносини з Німеччиною, а посол в Берліні Джерард пустив слух про свій від'їзд. Але й тоді розриву не сталося, але ймовірність його залишилася, що надавало певний стримуючий вплив на поведінку Німеччини.
«Ми повинні були зрозуміти, — писав пізніше німецький адмірал А. фон Тірпіц, — що політика Вільсона була здирницькою».
Не бажаючи розриву дипломатичних відносин з Америкою, Німеччина через рік після загибелі «Лузітанія» відмовилася тимчасово від необмеженої підводної війни: вона обіцяла не топити без попередження невійськові кораблі. Але до того часу обурення, викликане в США німецькою підводною блокадою, вже охопило широкі верстви населення. Досвідчені проанглійські агітатори в США, не заперечуючи, що британська блокада теж є незаконною, разом з тим вказували на різницю, яка існує між діями англійських військових кораблів і німецьких підводних човнів: англійці конфіскують вантажі, а німці убивають старих, жінок і дітей. Піратські і диверсійні акти німців, як і пропаганда англійців, не вирішили питань війни і миру в Америці. Але вони підготували громадську думку США до вступу у війну на боці союзників.
Американські журнали організували в 1915—1916 рр. анкетні опитування і розміщували діаграми, що ілюстрували зростання антинімецьких настроїв у США. Дослідників було багато. Але ніхто з них не міг сказати, хто є більшою мірою винуватцем цих настроїв — керівник англійської пропаганди в Америці Паркер або командир німецької підводного човна U-20 Вальтер Швігер. Однак, у діловому світі та уряді США існували сильні течії, що не бажали перемоги Антанти. Велика група фінансових магнатів (Рокфеллери, Гуггенхайм та інші) стояла на боці німців, пов'язана з ними давніми економічними інтересами. Вона рішуче виступила проти англійської блокади і домагалася від уряду Вільсона суворих заходів стосовно Англії, яка, націливши блокаду проти Німеччини, використовувала її також для ослаблення американських конкурентів. Не випадково першими жертвами блокади виявилися пароплави з нафтою, міддю і бавовною з США. Таким чином, в роки «нейтралітету» різною мірою і в різних масштабах протиріччя США з Німеччиною та Англією значно зросли і загострилися. Вирішення цих протиріч в умовах «нейтралітету», тобто непрямої участі у війні, утруднялося, відкладалося, збільшуючи їх вибухову силу.

### Вступ США у війну
У січні 1917 року німецькі Кайзерліхмаріне відновили необмежену підводну війну, підводні човни під прапором кайзера влаштували справжнє полювання на будь-які торговельні судна, що прямували до Британських островів чи французьких берегів.
Продовжуючи твердо стояти на своїй позиції та намагаючись зберегти нейтралітет, Вільсон віддав наказ на озброєння американських торгових суден зброєю, яка б дозволила відбиватися від німецьких підводних човнів на поверхні (але марні, коли підводні човни перебували під водою). Попри цим заходам, у лютому і березні 1917 німецькі підводні човни потопили ще сім торгових суден США. 26 лютого 1917 року Вільсон оголосив про перехід США до політики «збройного нейтралітету» по відношенню до Німеччини. Це фактично означало розрив дипломатичних відносин між двома державами.
Німеччина не надто високо оцінювала боєздатність США, враховуючи до того ж очевидне небажання американських політиків і населення держави в цілому ввергати свою країну у військовий конфлікт. Проте Німеччина почала підбурювати Мексику і Японію до війни проти США.
19 січня 1917 міністр закордонних справ Німецької імперії, Артур Ціммерман, через посла Німеччини у США, направив таємну телеграму уряду Мексики, де запропонував країні, що страждала від років революції, вступити у війну, як союзник Німеччини проти Сполучених Штатів. У свою чергу, німці обіцяли Мексиці значну фінансову підтримку та допомогти їй повернути втрачені під час американо-мексиканської війни 70 років тому території Техасу, Нью-Мексико і Аризона. У той же час саме на Мексику покладалися переговори про військовий союз з Японією. Британська розвідка перехопила зміст телеграми і передала інформацію до Вашингтона. Отримавши таку інформацію, Вільсон відважився видати сутність телеграми Ціммермана широкій громадськості. 1 березня 1917 року, американські газети вийшли з аршинними заголовками на перших шпальтах: «Німеччина шукає союзників проти Сполучених Штатів»; обурені американці побачили в цьому казус беллі — привід для війни.
2 квітня 1917 року, виходячи з ситуації, що склалася навколо США, Президент В. Вільсон запросив згоду Конгресу на вступ країни у війну. Група прогресистів Середнього Заходу виступила проти цього рішення, але під час голосування 4 квітня при 82 «за», 6 «проти» та 8 таких, що утрималися, верхня палата — Сенат США — ухвалила рішення та 6 квітня 1917 Конгрес офіційно оголосив війну Німецькій імперії.
7 грудня 1917, практично через 8 місяців після вступу у війну, США оголосили про стан війни з Австро-Угорщиною.

### Збройні сили США

#### Збройні сили напередодні війни

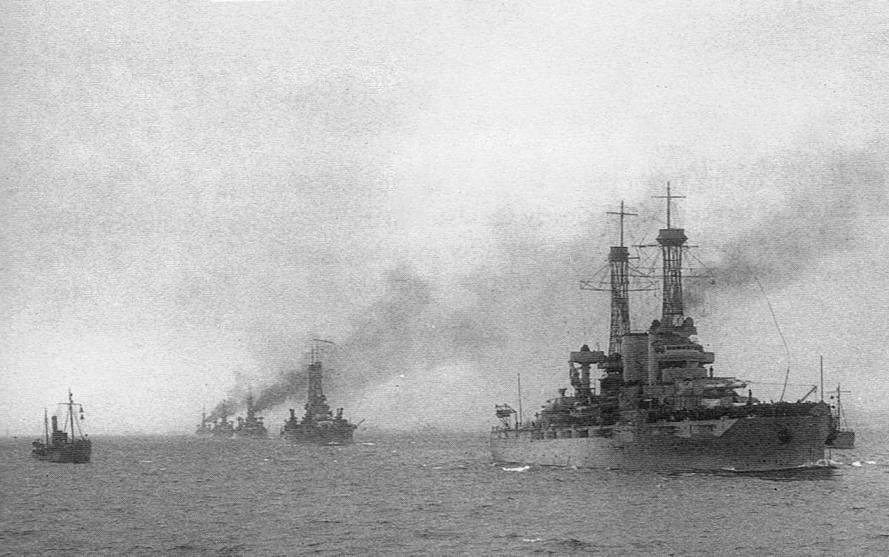
Американська 9-та дивізія лінкорів проходить поблизу шотландського міста Росайт на шляху до Скапа-Флоу. 1918

Однак, як виявилося, через те, що Сполучені Штати Америки не поспішали вступати у світову війну, її Збройні сили не були готові до великомасштабної війни. На той час, фактично ні армія, ні флот не були готові до ведення активних бойових дій. Американська армія за традицією формувалася на добровільній основі, налічувала близько 100 тисяч чоловік і була погано навчена, а запаси озброєння були мізерними (зокрема, у квітні 1917 у США було всього 55 бойових літаків).
Військово-морські сили володіли найсучаснішими кораблями того часу, проте Вільсон в основному використовував їх, щоб погрожувати Мексиці, від таких непритаманних завдань готовність флоту сильно страждала. Так, екіпажі двох найновіших і найбільших американських лінкорів «Техас» і «Нью-Йорк», ніколи не стріляли з корабельної зброї, а моральний стан моряків був на дуже низькому рівні. Військово-повітряні компоненти армії і флоту були крихітними в розмірі.
Попри тому, що під час війни в Європі з'являлися нові форми застосування військ, на озброєння надходили найсучасніші системи зброї та військової техніки, керівництво збройними силами практично не приділяло цьому уваги. Наприклад, американські військові абсолютно не займалися вивченням позиційної війни, дослідженнями тактики застосування військової авіації, отруйних газів або танків. Реальністю було те, що прибічники потужного американського флоту, прихильники теорії адмірала Альфреда Мехена хотіли мати першокласний надводний флот важких кораблів, який би дорівнював британському. Приклади підводної війни (що вимагала есмінців, а не лінкори) і можливості неминучої війни з Німеччиною (або з Англією, якщо на те пішло), просто ігнорувалися.
Демократична партія в Конгресі взагалі намагалися скоротити й без того скромний військовий бюджет у 1915 році. І тільки завдяки енергійним зусиллям прибічників Руху «За готовність», які вміло скористалися сплеском обурення з приводу загибелі американських громадян на «Лузітанії», змусили демократів пообіцяти деякі поліпшення в армії та на флоті.
Вперше в історії США був прийнятий закон про загальну військову повинність. В країні була оголошена реєстрація резервістів — повнолітніх чоловіків віком до 45 років. Однак далеко не всі з числа тих, хто зареєструвалися, відправлялися на службу, так як закон передбачав жеребкування. З резервістів, яким випало служити, була сформована армія в 4,8 мільйона чоловік, проте до Європи відправили менше половини, 1 мільйон американців. Одночасно з формуванням армії почалися збори грошових пожертвувань на військові потреби.
У травні 1916 року, коли інтенсивність боїв на фронтах Першої світової досягала небувалого розмаху, а у Берліні відкрито обговорювали чи настільки Америка слабка, що може бути проігнорована, американська влада нарешті зрушила з місця. Армія була збільшена удвічі за розміром до 11 300 офіцерів й 208 000 солдатів, це без урахування Резерву та Національної гвардії, які планувалося збільшити протягом п'яти років до загальної чисельності в 440 тисяч чоловіків. Була затверджена система підготовки офіцерських кадрів на основі, так званих літніх таборів.
Конгрес урізав видатки на реалізацію військово-морських програм, й скоротив «великий морський» план будівництва важких кораблів з 189 до 183 одиниць, у першу чергу лінкорів. Однак, Ютландська битва, що прогриміла з 31 травня на 1 червня 1916, довела справедливість доктрини Мехена, чиї прибічники негайно добилися швидкого прийняття трирічної програми будівництва усіх класів кораблів для ВМС США. Розробка новітніх систем зброї, морська авіація отримали $ 3,5 млн, також було затверджено рішення побудувати власний завод з виробництва броньових листів для військових кораблів.

#### Збройні сили США у війні
Сполучені Штати ніколи не були формальним членом союзу Антанта, але вони проголосили, що вступають у війну в ролі «Асоційованої Держави». Після прийняття «Закону про Селективну службу» 2,8 млн чоловіків було призване до лав Збройних сил і до літа 1918 року, до Франції американський флот перекидав щодня 10 000 свіжих солдат. У 1917 році Конгрес дав дозвіл на отримання громадянства пуерториканцям, за умови їх участі в Першій світовій війні. Німеччина сильно прорахувалася, вважаючи, що пройде багато місяців, перш ніж американські війська прибудуть до Європи і що їх прибуття може бути зупинене підводними човнами.
Військово-морські сили США направили 9-ту дивізію лінкорів до Скапа-Флоу, щоб приєднатися до британського Гранд-Фліту, есмінці у Квінстаун, в Ірландії і декілька підводних човнів, щоб допомогти в охороні конвоїв. Кілька полків морської піхоти були також відправлені до Франції. Перші американські військові прибули до Франції в червні 1917 року, але лише в жовтні на лінію фронту прибула перша регулярна піхотна дивізія.

Урочистий парад американських військ, що повертаються з війни. Міннеаполіс. 13 жовтня 1919

Президент США Вудро Вільсон спочатку планував призначити командувачем Американськими експедиційними силами генерала Фредеріка Фанстона, але після його раптової смерті, було ухвалене рішення призначити на цю посаду генерал-майора Джона Першинга на прізвисько «Чорний Джек». Під його головуванням перебували усі американські сухопутні війська, що згодом мали у своєму складі три армії, на території Європейського континенту.
Спочатку дії погано навчених американців викликали невдоволення генералів Антанти, проте генерал Джон Першинг наполягав на тому, що американські формування воюватимуть у Європі самостійно, у складі штатних підрозділів, частин та з'єднань й не дозволить розтрощити американські війська на шматки та роздати їх до британської, французької та інших армій у ролі посилення. Єдине, про що прохав командувач, це скористатися підтримкою союзної артилерії, авіації й танкових підрозділів на першому етапі дій, доки американці не зможуть організувати таку взаємодію самостійно. Така позиція була не завжди добре сприйнята лідерами союзників, які вважали, що американській армії не вистачає бойового досвіду та практики дій у великомасштабних бойових діях. Через деякий час американці стали воювати більш впевнено і поруч із союзниками розпочали здобувати упевнені перемоги.
До червня 1917 року, 14 000 перших американських солдатів прибули до Франції, проте АЕС не брали участі в бойових діях на фронті до кінця жовтня 1917 року, коли 1-ша піхотна дивізія, котра першою прибула до Франції, зайняла оборонні позиції в окопах поблизу Нансі. На травень 1918 понад одного мільйону американських солдатів було перекинуто з американського континенту до Франції, половина з яких перебувала на передовій лінії фронту.
До кінця 1917 чотири піхотні дивізії американської армії зосередилися на великому тренувальному центрі поблизу Вердена: 1-ша піхотна дивізія, формування американської регулярної армії; 26-та дивізія, формування армійської Національної гвардії; 2-га дивізія, змішане з'єднання з формувань регулярних військ й морської піхоті США; і 42-га піхотна дивізія, формування Національної гвардії, що мала у своєму складі підрозділи практично з кожного штату Сполучених Штатів. Для знов прибулих підрозділів, генерал Першинг негайно організовував інтенсивну бойову підготовку у взаємодії з новітніми видами зброї, якими користувалися союзники: танками, артилерією, авіацією.
По здобуттю готовності до бойових дій, 4 піхотні дивізії США були передислоковані на відносно стабільну та спокійну ділянку фронту для отримання першого бойового досвіду в обороні. Весною 1917 американські війська, разом з французами, взяли активну участь у боях біля Кантіні та в лісі Белло Вуд. 4 липня першу наступальну операцію провели американці у взаємодії з британськими формуваннями в битві, що проводилася під загальним керівництвом австралійського командування; тут американці вперше застосували на практиці танки Mark V в бою.
Американська армія і Корпус морської піхоти зіграли ключову роль у відбитті німецького наступу весною 1918 року на Париж, під час другої битви на Марні в червні 1918 року.
Справжнім іспитом для американського експедиційних сил став великий наступ під час боїв на виступі Сен-Мієль, який почався у вересні 1918 року. Під час цієї битви, яка розпочалася 12 вересня 1918 р., Першинг командував 1-ю американською армію, що мала у своєму складі сім дивізій і понад 500 тисяч особового складу. До початку 21 століття ця операція залишається найбільшою за розмахом у військовій історії Сполучених Штатів наступальною операцією, що проводилася американськими сухопутними військами.
За боями за Сен-Мієль йшла Мез-Аргоннська наступальна операція, яка тривала з 26 вересня по 11 листопада 1918 року, в ході якої генерал Першинг командував більше ніж мільйоном американських й французьких військовиків. У ході цих двох військових операцій, союзні війська звільнили від німецької армії понад 488 км² території Франції. До підписання перемир'я 11 листопада 1918, американські експедиційні сили перетворилися на сучасну, перевірену боями армію.
Наприкінці війни американські війська брали участь у боях також на інших театрах війни. Так, 329-й піхотний полк на прохання союзників був відправлений на Італійський фронт. Президент Вільсон погодився направити 27-й і 339-й піхотні полки американської армії до Росії; ці останні два полки згодом стали відомі як американський експедиційний корпус «Сибір», та американські експедиційні сили на Півночі Росії.
За час світового конфлікту Американські експедиційні сил зазнали 320 000 жертв; 53 402 з яких, бойові втрати, 63 114 — небойові та 204 000 поранених. Пандемія грипу «іспанка» за 1918 рік зібрала життя понад 25 тисяч чоловік з АЕС, ще 360 000 тяжко перехворіли. Інші захворювання, які були притаманні військовій обстановці того часу, не завдали значної шкоди американським солдатам, через добру роботу медичного персоналу та своєчасну обов'язкову вакцинацію. Незначна кількість американців постраждала від впливу отруйних бойових речовин.